# Sisu A-45

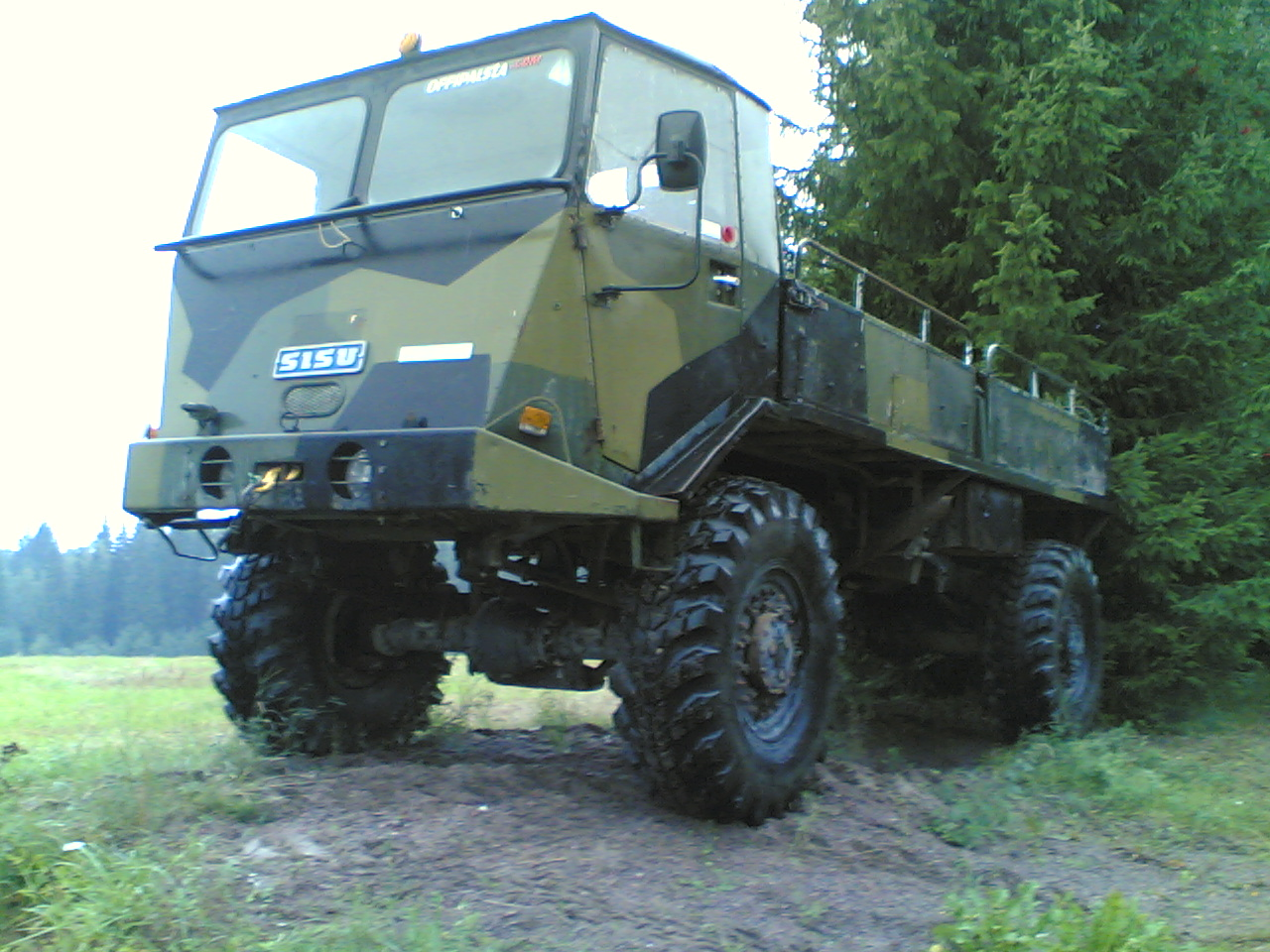
Sisu A-45

Sisu A-45 – fiński samochód ciężarowy z napędem na wszystkie koła (4×4), o ładowności do 4 ton, nazywany też potocznie Proto-Sisu. Był produkowany od 1970 roku. Wywodził się z samochodu KB-45 produkowanego od 1965 roku. Samochód mógł holować przyczepę o masie do 2 ton, której koła przy pomocy specjalnej przekładni były napędzane przez silnik ciężarówki. W ten sposób samochód wraz z przyczepą tworzyły przegubowy pojazd o napędzie na wszystkie osie (6×6). Sisu A-45 był napędzany sześciocylindrowym silnikiem wysokoprężnym o mocy 97 kW przy 2 600 obr./min. Skrzynia biegów z pięcioma biegami do przodu i wstecznym, reduktor dwubiegowy.

## Dane taktyczno-techniczne
- Masa:
  - własna: 5500 kg
  - całkowita: 9000 kg
- Prześwit: 0,40 m
- kąt wejścia (natarcia):38°
- Kąt zejścia: 38°
- Głębokość brodzenia: 1 m
- Maksymalne nachylenie drogi:
  - podłużne:45°
  - poprzeczne:??
- Prędkość maksymalna: 100 km/h
- Zasięg: 700 km
- Pojemność zbiornika paliwa: 210 l
- Ogumienie: 14.5-20